# Fernando Lozano
Fernando Lozano Pérez plus connu sous le nom de Fernando Lozano né le 27 juin 1963 à Mexico, est un matador mexicain et espagnol.

## Présentation et carrière
Fils du matador Pablo Lozano, il commence à se faire connaître avec les jeunes toreros « Litri » et Rafael Camino dans de nombreuses novilladas avant de prendre son alternative à Valence le 30 juillet 1987 devant des taureaux de l'élevage Sepúlveda, avec pour parrain « Espartaco » et pour témoin « El Soro ». Il coupe deux oreilles ce jour-là.
En Amérique latine, il débute le 27 décembre 1987 à Cali (Colombie) en compagnie de « Joselito » et de José Porras. Le 24 mars 1989, il est à Arles en compagnie de Rafi Camino où il affronte un lot de la ganadería María Lourdes Martín.
Le 17 mai 1990, c'est devant des taureaux de Sepúlveda qu'il confirme son alternative à Madrid, avec pour parrain Roberto Domínguez et pour témoin, José Ortega Cano. Il confirme ensuite à Mexico le  9 décembre 1990 devant «  Roncito », de l'élevage Javier Garfía, avec  pour parrain Curro Rivera et pour témoin Jorge  Gutiérrez Argüelles.
Il y a une ambiguïté sur ce matador que certains sites revendiquent comme torero espagnol né au Mexique, d'autres comme torero mexicain,. La plupart des biographies ne se prononcent pas,. Il est vraisemblable qu'il a eu les deux nationalités, son père (matador espagnol) ayant longtemps toréé au Mexique, tout comme Antonio Bienvenida, né à Caracas de père espagnol était considéré par certains historiens comme torero vénézuélien.